# Matinha
Matinha is een gemeente in de Braziliaanse deelstaat Maranhão. De gemeente telt 21.204 inwoners (schatting 2009).